# Le Cormier
Le Cormier è un comune francese di 397 abitanti situato nel dipartimento dell'Eure nella regione della Normandia.

## Società

### Evoluzione demografica
Abitanti censiti